# Synema simoneae
Synema simoneae là một loài nhện trong họ Thomisidae.
Loài này thuộc chi Synema. Synema simoneae được Roger de Lessert miêu tả năm 1919.